# Izquierda Unida Canaria
Izquierda Unida Canaria es la federación en dicha comunidad autónoma de Izquierda Unida.
Cuenta con asambleas en las islas de Lanzarote, La Palma, Fuerteventura, Gran Canaria, Tenerife y El Hierro, fruto de un acuerdo con Iniciativa por El Hierro, por el cual este movimiento político-social es la Asamblea Insular de IUC en El Hierro. 
Las últimas candidaturas en Tenerife se presentaron con el nombre de “Por Tenerife” (Siglas: XTF) y la mayoría de los concejales pertenecen a la formación Socialistas por Tenerife. La coalición cuenta en la actualidad con concejales en los Ayuntamientos de La Laguna, Santa Cruz de Tenerife, Puerto de la Cruz, Arafo, Los Realejos o El Sauzal.
Desde las elecciones municipales de 2015, su número de concejales ha aumentado. Tiene en total 19 concejales, cuatro en La Palma, en Tazacorte uno, Carlos Martín Gómez, Los Llanos de Aridane dos, Felipe Ramos y Mariela Rodríguez Calero, y Santa Cruz de la Palma uno, Antonio Ermetes Brito González. En Lanzarote, Fuerteventura y Gran Canaria también tiene representación.
El actual coordinadora de Izquierda Unida Canarias es Mariela Rodríguez.

## Historia

### Izquierda Canaria Unida
Originalmente existió una formación llamada Izquierda Canaria Unida (ICU) que era un partido político de izquierda formado en Canarias en 1986, que sería, al igual que la actual IUC, el referente de Izquierda Unida en la Comunidad Autónoma de Canarias. Se forma con la iniciativa del Partido Comunista de Canarias, y en ella participaron además el Partido Comunista del Pueblo Canario (PCPC) y el Partido de la Revolución Canaria (PRC), los dos últimos procedentes de la desaparecida Unión del Pueblo Canario. Dicha coalición obtuvo 2 diputados en las elecciones al Parlamento de Canarias de 1987.
Anteriormente, en 1977, se había formado otra candidatura del mismo nombre, sin relación con esta, encabezada por el Partido de Unificación Comunista de Canarias.
Izquierda Unida  (IU) e Izquierda Canaria Unida (ICU)  se constituyen como fuerza política alternativa con el Partido Comunista (PCE, PCC en Canarias) y los colectivos y personas independientes que habían participado en la campaña del Referéndum de la OTAN. En Canarias ganó el NO a la OTAN, por el 51,1% de los votos.

### La formación de Iniciativa Canaria Nacionalista (ICAN)
En 1991, Izquierda Canaria Unida, junto con otras formaciones de izquierdas como Asamblea Canaria Nacionalista (ACN) o la Unión de Nacionalistas de Izquierda (UNI), formarían Iniciativa Canaria Nacionalista (ICAN), que supuso la culminación de un largo proceso de reunificación de la izquierda canaria abortado al participar ICAN en 1993 en la creación de Coalición Canaria junto a fuerzas insularistas y de centro-derecha. Uno de los más importantes artífices de dicha unión fue José Carlos Mauricio, político procedente del PCE.
ICAN estuvo ligada a Izquierda Unida hasta unos meses después de las elecciones municipales de 1991, cuando surge un conflicto entre estas organizaciones. El PSOE gobernaba en el Cabildo de Gran Canaria con apoyo de ICAN. Pero ICAN presentó una moción de censura al PSOE (junto con CDS y el PP), ocupando la presidencia de la institución el poeta Pedro Lezcano. Pedro Lezcano es un político procedente de Unión del Pueblo Canario. A raíz de dicha moción de censura ICAN sería expulsado de IU.
En realidad, ICAN (Iniciativa Canaria) no se federó nunca a IU, apostando, desde su constitución, por el modelo de Iniciativa per Catalunya. De hecho, es el dirigente de Iniciativa per Catalunya, Jordi Guillot,  el que asiste al Congreso de ICAN celebrado en Las Palmas de Gran Canaria. En ese proceso, se apuesta también por la “congelación” del Partido Comunista de Canarias, como pasó en Cataluña con el PSUC. ICAN elige como símbolo un drago, emulando al Partido Democrático della Sinistra (PDS), nacido de la disolución del Partido Comunista Italiano, que sustituyó la hoz y el martillo por un olivo.

### La integración en Coalición Canaria y la fundación de IUC
Al producirse la formación de Coalición Canaria, varios de sus militantes pasaran a dicha coalición, entre ellos el nombrado José Carlos Mauricio, Wladimiro Rodríguez Brito o Isaac Godoy Delgado, llevándose con ellos el derecho a utilizar las siglas de ICU y el patrimonio del Partido Comunista de Canarias. Sin embargo la mayor parte del partido rechaza el integrarse en una coalición de centro-derecha, por lo que después de 1993, tras realizar la II Asamblea Nacional de la que saldría Segundo Martínez como coordinador general, aparece Izquierda Unida Canaria (IUC), aunque ya sin la presencia del Partido Comunista del Pueblo Canario, que se presenta en solitario, ni del Partido de la Revolución Canaria, que desaparece.
En el Ayuntamiento de Las Palmas de Gran Canaria,  también se formó en 1991 un pacto de gobierno ICAN (José Carlos Mauricio),  PP y CDS,  el llamado pacto “time sharing” por el cual el CCN, PP e ICAN se repartían la alcaldía durante la legislatura de 1991-1995.
En realidad, es a finales de 1991, cuando se inicia ya de forma clara el proceso de recuperación y refundación de IUC. Ese año, se celebra el Congreso del Partido Comunista de España, y Segundo Martínez que había sido concejal del Ayuntamiento de Las Palmas de Gran Canaria en dos legislaturas (1983-1987 y 1987-1990) y había dimitido de su cargo en 1990 por discrepar del pacto de gobierno que había formado ICU en el Ayuntamiento de Las Palmas de Gran Canaria con el PSOE y un tránsfuga del CDS, y del programa “objetivos 90”, consiguió organizar a gran parte de las bases del PCC, de las Juventudes Comunistas de Canarias, a la agrupación de veteranos del PCC “Eduardo Suárez”, contando con la ayuda de gran parte de los miembros del Comité de Canarias elegidos en una lista alternativa en el Congreso del PCC de 1990, y con María Puig Barrios que había defendido en el Parlamento de Canarias, en 1987, la primera Ley de Iniciativa Popular de España, una iniciativa sobre vivienda que había contado con un gran respaldo popular. Se sumarían militantes de La Palma y de Tenerife. Segundo Martínez y María Puig no eran, en 1992, ni miembros de la dirección del PCC (habían apoyado la lista alternativa en 1990), ni de la dirección de ICAN a cuyo Congreso no habían asistido, como la mayoría de los militantes del PCC. En 1993, se organizarían los militantes de Lanzarote y a continuación Fuerteventura, La Gomera y El Hierro.
Se celebraron las conferencias del PCC, previas al Congreso del PCE. A pesar de los intentos de José Carlos Mauricio de disolver la Conferencia de Gran Canaria, esta continuó por la decisión mayoritaria de los asistentes a la misma. Se debate y se elige democráticamente a los delegados y delegadas que junto con los elegidos en las asambleas de las islas de La Palma y Tenerife constituyen la delegación canaria. 
En el Congreso del PCE de diciembre de 1991 que algunos pretendían que fuera el de la disolución del Partido Comunista,  en contra de la voluntad de la mayoría de la militancia y de su Secretario General, Julio Anguita, María Puig Barrios fue elegida miembro del Comité Federal del PCE.
Fueron muchas las conversaciones que se mantuvieron entre la dirección federal y las dos partes, es todo un proceso democrático, claro y transparente, el que se da, incluso con requerimientos notariales a las demás fuerzas que estaban en ICU, para recuperar el proyecto del PCC y de IUC en Canarias. Queda claro, al final,  que existen dos proyectos. Por una parte, está la decisión de conformar un nuevo proyecto nacionalista, ICAN (Iniciativa Canaria), que pasa por congelar al PCC y dar por buena cualquier alianza con fuerzas del sistema, que permita el acceso rápido al poder, y por otra la voluntad de mantener vivo al Partido Comunista, y seguir formando parte del proyecto federal del PCE y de IU, para combatir el capitalismo y transformar la sociedad.
El 8 de febrero de 1992, se celebra el VIII Congreso del Partido Comunista de Canarias, en el salón del Instituto Pérez Galdós, en Las Palmas de Gran Canaria. Asiste a este Congreso, el Secretario General del PCE y Coordinador General de IU, Julio Anguita. Con motivo de la celebración de la III Asamblea Federal de IU,   tiene lugar la Asamblea de Izquierda Unida Canaria, el 16 de mayo de 1992, en el mismo lugar, con la presencia de un miembro del Consejo Político Federal.
Por lo tanto, en 1992, queda, por un lado ICAN (Iniciativa Canaria), como proyecto nacionalista y fuerza del sistema, y por otro, el PCC e IUC (Izquierda Unida Canaria), como fuerza alternativa, con Segundo Martínez como Secretario General del PCC y Coordinador General de IUC.
En febrero de 1993, se constituye Coalición Canaria con Iniciativa Canaria (ICAN), Agrupaciones Independientes de Canarias (AIC), Centro Canario Nacionalista (CCN), Asamblea Majorera (AM) y Partido Nacionalista Canario (PNC). Se presenta a las elecciones generales de 1993.
También se presenta a las elecciones generales de febrero de 1993, Izquierda Unida Canaria que recupera la mayor parte del voto de ICU: 40.314 votos (el 4,98%).

### La Corriente Socialista Canaria
En 1995 se funda en Las Palmas de Gran Canaria la Corriente Socialista Canaria-PASOC, con el objetivo de convertirse en la "conciencia socialista" de IUC.
Pronto la Corriente Socialista pasó a formar parte del sector crítico de IUC en Gran Canaria, al disentir de la línea política de la dirección, encabezada por Segundo Martínez Vázquez y María Puig Barrios. En concreto, acusaban a la dirección de quiebra de la democracia interna, falta de debate interno y desconexión con los movimientos sociales de las islas.
Esta postura disidente llevó a sus miembros a ser, junto a otros, impulsores de un Manifiesto por la recuperación de IUC en Gran Canaria o Manifiesto del 14 de abril (14 de abril de 1996), con la intención de destituir al Consejo Político Insular y cambiar el rumbo del proyecto de IUC.
Al no conseguirse una mayoría que respaldara el Manifiesto en la Asamblea Insular, y que, a juicio de la Corriente, persistían los errores de la organización; se sintieron cada vez más alejados de la ejecutiva, hasta que finalmente optaron por abandonar IUC unos años más tarde.
La dirección de IUC había acogido con satisfacción la creación del PASOC en Canarias pero la realidad es que no tenía militancia, ni tampoco incidencia en la sociedad canaria.   
En mayo de 1995, se celebraron las elecciones locales e IUC obtuvo 34.133 votos – 4,28% - y una representación importante en los principales ayuntamientos de las Islas, Santa Cruz de La Palma, San Sebastián de la Gomera, Santa Cruz de Tenerife, La Laguna,  Las Palmas de Gran Canaria. Una de los concejales de Las Palmas de Gran Canaria donde se obtuvo 11.440 votos -  6,63% - era María Puig Barrios y existía, tanto por parte de los concejales como de la organización insular, una importante implicación social, en los barrios, en las luchas de las viviendas, en la defensa de lo público, en las luchas de los trabajadores y trabajadoras.
En las Generales de marzo de 1996, Izquierda Unida Canaria obtuvo 48.172 votos – el 5,48% de los votos. IUC se había convertido para Coalición Canaria y el PSOE en una fuerza a batir, tarea en la que se emplearon a fondo, con todos los medios y aliados a su alcance que eran muchos.
El hecho de que los impulsores del mencionado Manifiesto lo llamaran 14 de abril no tenía razón de ser dentro de una organización que se definía como republicana, gran parte de su militancia (PCC) formaba parte de la Historia de la II República española, y defendía en sus estatutos y programa un modelo de estado republicano. Incluso la Coordinadora Insular de Gran Canaria, entonces, María Puig, era hija de un republicano que combatió en la Guerra Civil contra el bando fascista. Así se lo hizo saber oficialmente el Gobierno de España a su familia, en 1986, y así consta en la Gaceta de la República (1937) enviada por el Archivo de Salamanca. 
La Asamblea Insular que tenía toda la información sobre las propuestas, el trabajo y las trayectorias políticas, que había iniciado su andadura sólo cuatro años antes, que mantenía una fuerte movilización social, que avanzaba como parte del proyecto federal ilusionante de IU, decidió democráticamente, por una mayoría de casi el noventa por cien, no aprobar el documento del PASOC, partido que también terminó desapareciendo de IU Federal.

## Refundación, VII Asamblea
La VII Asamblea de IUC se celebró en el Puerto de la Cruz entre el 22 y el 24 de junio de 2012. Esta asamblea eligió como nuevo coordinador general al hasta ahora coordinador insular de Tenerife, Ramón Trujillo, quien afirmó que "con esta asamblea IUC ha superado las limitaciones del pasado y se ha articulado definitivamente en las Islas gracias al crecimiento y al trabajo de su militancia de primera división”. La VII Asamblea fue clausurada con el discurso del coordinador general de Izquierda Unida, Cayo Lara.

## Resultados electorales
Concurre por primera vez como ICU a las elecciones en 1986 presentando candidaturas al Senado. En las elecciones al Parlamento de Canarias de 1987 consiguió 40.748 votos, logrando dos parlamentarios autonómicos. 
En las elecciones de 1991 concurren al Parlamento de Canarias y a los cabildos insulares y a las municipales dentro de las siglas de Izquierda Canaria Nacionalista (ICAN), presentándose bajo las siglas de IUC únicamente en Telde, logrando en dicho municipio 8.827 votos y 3 concejales.
En las elecciones generales de 2008, IUC obtiene un total de 12.382 (6.896 en la provincia de Santa Cruz de Tenerife y 5.486 por la provincia de Las Palmas de Gran Canaria), siendo con un 1,27% de los votos la principal fuerza de izquierda alternativa en Canarias.
En las elecciones locales de 2011 con 22.695 votos es la principal fuerza política de la izquierda. En las elecciones generales de 2011 se revalida como cuarta fuerza política de Canarias con 40.048 votos y el 4,31%.
De cara a las elecciones generales de 2011 se presentará en coalición con Canarias por la Izquierda (CxI) y el Partido por los Servicios y de los Empleados Públicos (PSyEP) como Canarias Verde y Roja:La Izquierda Plural en Las Palmas y con Iniciativa por El Hierro (IpH) en Santa Cruz de Tenerife.
En las elecciones locales y autonómicas de 2011, se conforman pactos electorales directos e indirectos con Socialistas por Tenerife, escisión del PSOE provocada por la elección de candidatos, con Nueva Canarias que, a su vez, pacta con el PIL en Lanzarote. Los actuales dirigentes de Nueva Canarias han sido cofundadores de Coalición Canaria, organización a la que pertenecieron de 1993 a 2003, ostentando importantes cargos internos y públicos en Coalición Canaria, incluso la Presidencia de la Comunidad Autónoma. Esto provocó la dimisión de la dirección nacional de IUC de sus responsabilidades, porque consideraba que estas alianzas sobrepasaban la raya roja de la coherencia ideológica y de la honradez política. Nueva Canarias se presentó meses más tarde a las elecciones generales con Coalición Canaria. Para la dirección de IUC que había dimitido, esta orientación suponía volver hacia atrás, hacia lo que fue ICAN (Iniciativa Canaria), desde sus inicios, hacia el punto de partida de 1992. 